# 6 februari
6 februari är den 37:e dagen på året i den gregorianska kalendern. Det återstår 328 dagar av året (329 under skottår).

## Återkommande bemärkelsedagar

### Nationaldagar
- Nya Zeeland och  Niue (till minne av Waitangifördragets undertecknande 1840)
- Samerna (till minne av den första samekongressen 1917)

### Flaggdagar
- Norge: Samefolkets dag

## Namnsdagar

### I den svenska almanackan
- Nuvarande – Dorotea och Doris
- Föregående i bokstavsordning
  - Brynolf – Namnet förekom tidvis på dagens datum före 1702, då det flyttades till 16 augusti, där det har funnits sedan dess.
  - Dora – Namnet infördes på dagens datum 1986, men utgick 2001.
  - Doris – Namnet infördes på dagens datum 1986. 1993 flyttades det till 7 mars, men 2001 tillbaka till dagens datum.
  - Dorotea – Namnet har, till minne av ett helgon och martyr i Kappadokien, som dog 305, funnits på dagens datum sedan gammalt och har inte flyttats.
- Föregående i kronologisk ordning
  - Före 1702 – Brynolf och Dorotea
  - 1702–1900 – Dorotea
  - 1901–1985 – Dorotea
  - 1986–1992 – Dorotea, Dora och Doris
  - 1993–2000 – Dorotea och Dora
  - Från 2001 – Dorotea och Doris
- Källor
  - Brylla, Eva (red.): Namnlängdsboken, Norstedts ordbok, Stockholm, 2000. ISBN 91-7227-204-X
  - af Klintberg, Bengt: Namnen i almanackan, Norstedts ordbok, Stockholm, 2001. ISBN 91-7227-292-9

### Finlandssvenska almanackan
- Nuvarande från 2020[1] – Tea, Dorrit, Dora, Dorotea
- I föregående revideringar[a][2]
  - 1929–1963 – Dorotea, Dora
  - 1964–2019 – Dorotea, Dora, Tea, Dorrit

## Händelser
- 337 – Sedan Markus har avlidit året före väljs Julius I till påve.
- 1658 – Sedan den svenska armén under kung Karl X Gustavs ledning har tågat över isen på det danska sundet Lilla Bält mellan Jylland och Fyn en vecka tidigare, inleder man nu ett liknande tåg över det likaledes isbelagda sundet Stora Bält mellan Fyn och de sydligare öarna, söder om Själland. Tåget pågår till den 12 februari och danskarna förmår därmed inte försvara det danska hjärtlandet kring huvudstaden Köpenhamn. Därmed kan svenskarna två veckor senare tvinga danskarna till den för Danmark hårda freden i Roskilde.
- 1685 – Vid Karl II:s död efterträds han som kung av England, Skottland och Irland av sin son Jakob II. Redan tre år senare blir denne dock avsatt under den ärorika revolutionen.
- 1788 – Massachusetts ratificerar den amerikanska konstitutionen och blir därmed den 6:e delstaten som upptas i den amerikanska unionen.[3]
- 1840 – Storbritannien och det nyzeeländska maorifolkets hövdingar undertecknar det så kallade Waitangifördraget. Enligt detta upprättas brittisk överhöghet över Nya Zeeland och en brittisk guvernör inrättas, samtidigt som maoriernas rättigheter till sina landområden bekräftas och de tilldelas brittiska medborgerliga fri- och rättigheter. Till minne av detta firas dagen numera som Nya Zeelands nationaldag.
- 1914 – 30 000 svenska bönder från hela landet, som har rest till Stockholm, genomför denna dag ett stort demonstrationståg, som kommer att kallas bondetåget, till Stockholms slott, för att visa sitt stöd för kung Gustaf V och hans försök att hävda den personliga kungamakten. På borggården håller kungen det så kallade borggårdstalet (vilket kronprins Gustaf (VI) Adolf läser upp utanför slottet, för dem, som inte får plats på borggården), där kungen framför sin åsikt i den svenska försvarsfrågan och propagerar för ett starkt försvar, tvärtemot statsminister Karl Staaffs och hans regerings politik att nedrusta. Detta utlöser en politisk kris (den så kallade borggårdskrisen) och trots att 50 000 arbetare två dagar senare genomför en motdemonstration (det så kallade arbetartåget) till stöd för regeringen tvingas den avgå den 17 februari. Detta blir sista gången den svenske regenten försöker hävda någon politisk makt och därefter accepterar monarkerna parlamentarismen och avstår från att utöva några politiska maktbefogenheter, även om de formellt inte avskaffas förrän 1975, då den nya regeringsformen antas.
- 1917 – Det första samiska landsmötet hålls i norska Trondheim. Mötet blir en stark manifestation mot myndigheterna i de länder samernas områden är uppdelade mellan och det förtryck, som den samiska befolkningen utsätts för. Även samer från Sverige deltar i detta möte och året därpå hålls det första landsmötet i Sverige, i Östersund. Till minne av Trondheimsmötet firas denna dag sedan 1993 som samernas nationaldag.
- 1919 – Den nyvalda tyska nationalförsamlingen inleder sitt arbete med att lagstifta om ett nytt styrelseskick för Tyska riket. Mötet hålls i Weimar på grund av oroligheter i Berlin.
- 1922 – Sedan Benedictus XV har avlidit den 22 januari väljs Ambrogio Damiano Achille Ratti till påve och tar namnet Pius XI.
- 1925 – Idrottsföreningen IK Brage bildas i Borlänge.
- 1936 – Olympiska vinterspelen 1936 invigs i Garmisch-Partenkirchen av Adolf Hitler. Spelen avslutas 16 februari.
- 1947 – Långhalsenmeteoritens nedslag, ett av få observerade meteoritnedslag i Sverige
- 1952 – När den brittiske kungen Georg VI dör blir hans dotter Elizabeth II av Storbritannien regerande drottning av Storbritannien. Hon innehar posten till 2022 och blir med sina 70 år på tronen Storbritanniens längst sittande monark.
- 1958 – Ett chartrat flygplan havererar på grund av motorproblem strax efter starten från flygplatsen i den västtyska staden München. Ombord på planet finns totalt 44 personer, däribland det engelska fotbollslaget Manchester United FC med klubbledare och tränare. 23 personer omkommer, däribland 8 spelare.
- 1968 – Olympiska vinterspelen 1968 invigs i Grenoble av president Charles de Gaulle. Spelen avslutas 18 februari.
- 1988 – Det nationalistiska svenska politiska partiet Sverigedemokraterna grundas. Partiet ställer upp i det svenska riksdagsvalet redan samma år, men det dröjer till 2010 innan det får representation i riksdagen.
- 1990 – Den första hjärt-lung-transplantationen i Sverige genomförs på Sahlgrenska Universitetssjukhuset i Göteborg.
- 2006 – Det första serietillverkade exemplaret av bilmodellen Cadillac BLS produceras vid Saabs monteringsfabrik i västgötska Trollhättan.
- 2016 – Jordbävningen i Kaohsiung 2016 äger rum i Taiwan.
- 2023 – Jordbävningen i Turkiet och Syrien 2023 äger rum. Minst 41000 människor dör.

## Födda
- 1465 – Scipione del Ferro, italiensk matematiker
- 1577 – Beatrice Cenci, italiensk patricierdam
- 1605 – Bernhard av Corleone, italienskt helgon, botgörare och lekmannabroder inom kapucinorden
- 1665 – Anna, regerande drottning av England och Skottland 1702–1707, av Irland från 1702 och av Storbritannien från 1707
- 1690 – Giovanni Battista Maini, italiensk barockskulptör
- 1756 – Aaron Burr, amerikansk politiker, USA:s vicepresident 1801–1805
- 1802 – Charles Wheatstone, brittisk vetenskapsman och uppfinnare
- 1803 – Asahel Peck, amerikansk politiker och jurist, guvernör i Vermont 1874–1876
- 1809 – Charles Emil Hagdahl, svensk läkare och kokboksförfattare
- 1811 – Henry Liddell, brittisk språkman
- 1814 – Auguste Chapdelaine, fransk romersk-katolsk präst, missionär och helgon
- 1821 – Theodor Wijkander, svensk militär och politiker
- 1832 – John Brown Gordon, amerikansk general och politiker
- 1843 – Frederic William Henry Myers, brittisk poet
- 1858 – Jonathan P. Dolliver, amerikansk republikansk politiker, senator för Iowa 1900–1910
- 1864 – John Henry Mackay, skotsk-tysk diktare, romanförfattare och individualanarkist
- 1870 – James Braid, brittisk golfspelare
- 1872 – Gustaf Aronsson, svensk operasångare och skådespelare
- 1879 – Othon Friesz, fransk postimpressionistisk målare och formgivare
- 1887 – Ernest Gruening, amerikansk demokratisk politiker, senator för Alaska 1959–1969
- 1889 – Elmo Lincoln, amerikansk skådespelare
- 1892 – William P. Murphy, amerikansk läkare, mottagare av Nobelpriset i fysiologi eller medicin 1934
- 1895
  - Robert M. La Follette, Jr., amerikansk politiker, senator för Wisconsin 1925–1947
  - Babe Ruth, amerikansk basebollspelare
- 1897 – Millard F. Caldwell, amerikansk demokratisk politiker, guvernör i Florida 1945–1949
- 1898 – Finn Bernhoft, norsk skådespelare
- 1899
  - Ramon Novarro, mexikansk-amerikansk skådespelare
  - Åke Natt och Dag, svensk jurist och ämbetsman
- 1900 – Rudolf Värnlund, svensk författare, dramatiker och manusförfattare
- 1903 – Claudio Arrau, chilensk pianist
- 1904 – Sam Leavitt, amerikansk filmfotograf
- 1905 – Wladyslaw Gomulka, polsk kommunistisk politiker
- 1909 – Per-Erik Lindorm, svensk journalist, manusförfattare och skriftställare
- 1911 – Ronald Reagan, amerikansk skådespelare och republikansk politiker, guvernör i Kalifornien 1967–1975, USA:s president 1981–1989
- 1912 – Eva Braun, tyskt fotobiträde, älskarinna och maka till den tyske diktatorn Adolf Hitler
- 1917 – Zsa Zsa Gabor, ungersk-amerikansk skådespelare
- 1922 – Hans Dahlin, svensk skådespelare och regissör
- 1923 – Tulli Sjöblom, svensk skådespelare
- 1924 – Billy Wright, brittisk fotbollsspelare och -tränare
- 1929 – Sixten Jernberg, svensk skidåkare, bragdmedaljör
- 1931
  - Mamie Van Doren, amerikansk skådespelare
  - Rip Torn, amerikansk skådespelare
- 1932
  - Camilo Cienfuegos, kubansk revolutionär
  - Karin Falck, svensk tv-producent
  - François Truffaut, fransk regissör
- 1934 – Vern Ehlers, amerikansk republikansk politiker, kongressledamot 1993–2011
- 1939 – Mike Farrell, amerikansk skådespelare
- 1942 – Olle Stenholm, svensk journalist
- 1943
  - Gayle Hunnicutt, brittisk skådespelare
  - Pelle Svensson, brottare och advokat
- 1945
  - Bob Marley, jamaicansk musiker
  - George Mudie, brittisk parlamentsledamot för Labour 1992–2015
- 1946 – Claes af Geijerstam, svensk musiker, discjockey, kompositör och radioman med smeknamnet Clabbe
- 1950 – Natalie Cole, amerikansk sångare
- 1951 – Jacques Villeret, fransk skådespelare
- 1954 – Victoria Kahn, svensk skådespelare, mimare, sångare, koreograf och teaterregissör
- 1957
  - Kathy Najimy, amerikansk skådespelare
  - Sven Nordin, norsk skådespelare
- 1962
  - Eddie Izzard, brittisk komiker och skådespelare
  - Axl Rose, amerikansk hårdrocksångare i gruppen Guns N' Roses
- 1964 – Michael Breitkopf, tysk musiker, gitarrist i punkbandet Die Toten Hosen
- 1965 – Jan Sverák, tjeckisk regissör och producent
- 1966 – Rick Astley, brittisk popsångare
- 1968 – Karl-Magnus Fredriksson, svensk operasångare
- 1969
  - David Hayter, amerikansk röstskådespelare och manusförfattare
  - Daniel Lind Lagerlöf, svensk regissör och producent
- 1971 – Brian Stepanek, amerikansk skådespelare och komiker
- 1972 – Tomas Andersson Wij, svensk sångare och journalist
- 1975 – Simon Dahl, svensk beachvolleyspelare
- 1982 – Bojan Djordjic, svensk fotbollsspelare
- 1985 – Kris Humphries, amerikansk basketspelare
- 1986 – Dane DeHaan, amerikansk skådespelare
- 1987 – Lisa Dahlkvist, fotbollsspelare, VM-brons 2011, OS-silver 2016

## Avlidna
- 305 eller 311 – Dorotea, omkring 15 eller 21, kristen jungfru och helgon (martyrdöd genom halshuggning)
- 893 – Fotios I av Konstantinopel, omkring 77, bysantinsk sammanställare av en encyklopedi
- 1546 – Sofia av Liegnitz, omkring 20, kurprinsessa av Brandenburg
- 1654 – Francesco Mochi, 73, italiensk barock- och manierismskulptör
- 1685 – Karl II, 54, kung av Skottland 1649–1651 och av England, Skottland och Irland sedan 1660
- 1740 – Clemens XII, 87, påve sedan 1730
- 1799 – Étienne-Louis Boullée, 71, fransk arkitekt
- 1804 – Joseph Priestley, 70, brittisk kemist och präst
- 1816 – Henrik Gahn den äldre, 69, svensk läkare
- 1819 – Armistead Thomson Mason, 31, amerikansk politiker, senator för Virginia 1816–1817
- 1837 – Johan Anders Wadman, 59, svensk författare
- 1884 – Gregor Mendel, 61, österrikisk korherre och ärftlighetsforskare, känd som ”genetikens fader”
- 1894
  - Theodor Billroth, 64, tysk kirurg
  - Maria Deraismes, 65, fransk författare
- 1899 – Leo von Caprivi, 67, tysk politiker, Tysklands rikskansler 1890–1894
- 1900
  - William Wilson Hunter, 59, brittisk statistiker och historieskrivare
  - Pjotr Lavrov, 76, rysk filosof och narodniker
- 1918 – Gustav Klimt, 55, österrikisk målare och grafiker
- 1923 – Edward Barnard, 65, amerikansk astronom
- 1944 – Benjamin M. Miller, 79, amerikansk demokratisk politiker och jurist, guvernör i Alabama 1931–1935
- 1947 – O. Max Gardner, 64, amerikansk politiker, guvernör i North Carolina 1929–1933
- 1952 – Georg VI, 56, kung av Storbritannien sedan 1936 och av Irland 1936–1949
- 1961 – George Schnéevoigt, 67, dansk regissör och fotograf
- 1963 – Piero Manzoni, 29, italiensk konstnär
- 1967 – Martine Carol, 46, fransk skådespelare
- 1970 – Charles L. Terry, 69, amerikansk demokratisk politiker och jurist, guvernör i Delaware 1965–1969
- 1982 – Ben Nicholson, 87, brittisk konstnär
- 1984 – Jorge Guillén, 91, spansk författare
- 1986 – Minoru Yamasaki, 73, amerikansk arkitekt
- 1991 – Salvador E. Luria, 78, italiensk-amerikansk bakteriolog och mikrobiolog, mottagare av Nobelpriset i fysiologi eller medicin 1969
- 1993
  - Arthur Ashe, 49, amerikansk tennisspelare
  - Ion Negoițescu, 71, rumänsk litteraturhistoriker och författare
- 1994 – Joseph Cotten, 88, amerikansk skådespelare
- 1998
  - Carl Wilson, 51, amerikansk popmusiker, medlem av gruppen The Beach Boys
  - Hans Hölzel, 40, österrikisk musiker med artistnamnet Falco
- 1999 – Gunnar Öhlund, 80, svensk skådespelare
- 2002 – Max Perutz, 87, österrikisk-brittisk kemist, mottagare av Nobelpriset i kemi 1962
- 2005
  - Lazar Berman, 74, rysk pianist
  - Merle Kilgore, 70, amerikansk countryartist och manager
- 2007 – Frankie Laine, 93, amerikansk sångare
- 2009 – James Whitmore, 87, amerikansk skådespelare
- 2011
  - Per Grundén, 88, svensk operasångare och skådespelare
  - Gary Moore, 58, brittisk sångare och gitarrist, bland annat i det irländska hårdrocksbandet Thin Lizzy
  - Josefa Iloilo, 90, fijiansk politiker, Fijis president 2000–2009
- 2012
  - Noel Kelehan, 76, irländsk musiker och dirigent
  - Antoni Tàpies, 88, spansk konstnär och skulptör
  - István Udvardi, 51, ungersk vattenpolospelare
  - Janice E. Voss, 55, amerikansk astronaut
- 2013 – Chokri Belaïd, 48, tunisisk oppositionspolitiker och advokat (mördad)
- 2014
  - Maxine Kumin, 88, amerikansk poet
  - Bengt Olof Kälde, 77, svensk konstnär, konservator och heraldiker
  - Vaçe Zela, 74, albansk sångare
- 2015
  - André Brink, 79, sydafrikansk författare och anti-apartheidkämpe
  - Assia Djebar, 78, algerisk-fransk författare och översättare
  - Kathrine Windfeld, 48, dansk regissör och regiassistent
  - Alan Nunnelee, 56, amerikansk republikansk politiker, kongressledamot 2011–2015
- 2017 – Alec McCowen, 91, brittisk skådespelare
- 2019 – Manfred Eigen, 91, tysk biofysiker och kemist, mottagare av Nobelpriset i kemi 1967
- 2020 – Ola Magnell, 74, svensk sångare och låtskrivare
- 2021 – George P. Shultz, 100, amerikansk politiker, utrikesminister 1982–1989
- 2022 – Ronnie Hellström, 72, svensk fotbollsmålvakt
- 2024 – Lars Humble, 82, svensk skådespelare